# Albert Toikeusse Mabri
Albert Toikeusse Mabri  est un homme politique ivoirien né le 8 décembre 1962 à Boueneu, dans le département de Zouan-Hounien. Président de l'Union pour la démocratie et la paix en Côte d'Ivoire (UDPCI), il est ministre de l'Enseignement supérieur et de la Recherche scientifique entre juillet 2018 et mai 2020.

## Biographie

### Éducation
Albert Toikeuse Mabri fait des études de médecine à l'université d'Abidjan. Une fois le doctorat d'État obtenu, il part aux États-Unis poursuivre ses études, et obtient un master en santé publique à l'université George-Washington.

### Vie politique
Depuis le 10 avril 2005, Toikeuse Mabri préside l'Union pour la démocratie et la paix en Côte d'Ivoire (UDPCI), le parti créé par le général Robert Guéï.
Toikeusse Mabri est candidat de l'UDPCI à l'élection présidentielle de 2010 et arrive au premier tour en 4e position avec 2,57% des voix. Au second tour, il se rallie à Alassane Ouattara, qui gagne l'élection.
En juillet 2017, Toikeusse Mabri annonce son intention d'être candidat à l'élection présidentielle prévue pour octobre 2020.
En mars 2020, le président Alassane Ouattara désigne le premier ministre Amadou Gon Coulibaly comme candidat du RHDP pour l'élection présidentielle d'octobre. Toikeusse Mabri refuse de confirmer le choix de Ouattara.
Début mai, le président Ouattara lui demande de dissoudre son parti, l'UDPCI, et de soutenir la candidature de Gon Coulibaly. Mabri souhaite être candidat au premier tour et soutenir le candidat du RHDP au second tour. Ouattara refuse.
En juillet 2020, les instances dirigeantes de l'UDPCI se déchirent entre ceux qui soutiennent la candidature présidentielle de Toikeusse Mabri et ceux, comme le ministre Laurent Tchagba, qui soutiennent la candidature d'Amadou Gon Coulibaly.
Toikeusse Mabri présente sa candidature à l'élection présidentielle de 2020 mais celle-ci est rejetée par le Conseil constitutionnel ivoirien en raison d'un manque de parrainages.
L'opposition appelle au boycott de l'élection présidentielle d'octobre et forme le Conseil national de transition qui souhaite « un retour à la légalité constitutionnelle » et l'« organisation d'élections justes, transparentes et inclusives ». Le CNT, présidé par Henri Konan Bédié, conteste en particulier le caractère constitutionnel de la candidature du président Alassane Ouattara. Toikeusse Mabri est le porte-parole du CNT et sa résidence est encerclée début novembre par l'armée,.
En septembre 2022, Toikeusse Mabri annonce le retour de son parti au sein du RHDP. Il souhaitait une alliance avec le RHDP mais Ouattara le force à accepter une intégration à part entière,.

### Ministre
Toikeuse Mabri a occupé la tête de plusieurs portefeuilles ministériels. 
Il est nommé ministre de la Coopération et de l'Intégration africaine sous le gouvernement Charles Konan Banny I et II. Sous Soro I, il devient ministre chargé des Transports. Entre 2011 et 2016, il est ministre du Plan et du Développement sous les gouvernements Soro III, Soro IV, Kouadio-Ahoussou, Duncan IV. Il devient ministre des Affaires étrangères sous Duncan V,. Le 10 juillet 2018, sous le gouvernement Gon Coulibaly II, il est nommé Ministre de l'Enseignement supérieur et de la Recherche scientifique.  
Il est en outre député à l'Assemblée nationale et président du conseil régional du Tonkpi.
Le 13 mai 2020, Toikeusse Mabri perd son poste lors d'un remaniement ministériel. Il est remplacé par Adama Diawara. Il est ensuite démis du poste de deuxième vice-président du RHDP, ainsi que trois de ses proches du directoire du RHDP.
En mai 2024, le président Ouattara rappelle Toikeusse Mabri à ses côtés et le nomme ministre-conseiller à la présidence,.